# Tobias Fankhauser
Tobias Fankhauser, né le 9 novembre 1989, est un sportif suisse handisport, pratiquant le handbike, onze fois champion suisse et  médaillé d'argent en catégorie H1 (45km) aux Jeux paralympiques d'été de 2012 à Londres et de bronze en catégorie H2 (45 km) aux Jeux paralympiques d'été de 2016 à Rio.

## Biographie
Tobias Fankhauser devient paraplégique à l'âge de 13 ans à la suite d’une collision avec une voiture alors qu'il circule en vélo. Il représente la Suisse aux Jeux paralympiques en 2012 à Londres et en 2016 à Rio.

## Palmarès

### Jeux paralympiques
- 2012 - Londres
  - , 45 km

- 2016 -  Rio
  - , 45 km